# Bánáthy Béla
Bánáthy Béla (Gyula, 1919. december 1. – Chico, Kalifornia, 2003. szeptember 4.) magyar származású amerikai rendszerkutató. Tanulmányait a Magyar Királyi Honvéd Ludovika Akadémia elvégzése (1940), majd a Vörös Hadseregtől való hosszú menekülése után Kaliforniában, a San José Állami Egyetemen (1963) folytatta, majd doktorátusát három évvel később a Kaliforniai Egyetemen, Berkeley-ben szerezte meg 1966-ban. Kiterjedten írt a globális javulás rendszerelméletéről. Gondolatai, rendszerelméletei, írásai és tanításai mind általános tiszteletnek örvendtek, közvetlen tanítványai a százas, míg az általa inspiráltak a tízezres nagyságrendben számolhatók.[forrás?]

## Társadalmi rendszerek tervezése
Életmunkásságának központjában a társadalmi rendszerek tervezésében használt alapfogalmak és alapelvek kidolgozása állt. E munkásságának talán legjobb összefoglalója az 1996-ban kiadott Társadalmi rendszerek tervezése a változó világban című munkája. E könyvében felhasználta az ISI (Nemzetközi Rendszerintézet) megalapításában, és abban való tevékenységéből szerzett tapasztalatait. Szerinte a társadalmi rendszerek- és alrendszerek területén a tervezést egyfajta elvszerűen fegyelmezett, alkotó és döntés-előkészítő kutatásnak kell tekinteni.
E kutatásnak a célját a rendszert felépítő érdekeltek törekvéseinek a rendszerkörnyezet szükségleteibe való legalkalmasabb beillesztéseként határozta meg. A rendszer érdekeltjei sorába mindazokat beleértette, akik a rendszert szolgálják, szolgáltatásait élvezik, vagy akikre annak tevékenységei akármilyen formában behatással vannak. Más szóval, a társadalmi tervezést az ideálok elérésében végzett folyamatos tevékenységnek tekintette, mely során a tervezők maguk az érdekeltek, akik képességeiknek megfelelő lehetséges legnagyobb képet festik az általuk elképzelhető legnagyobb vászonra.

## Cserkészszövetség
E rendszerérdeklődés Bánáthy életében kora ifjúságától nagy szerepet játszott. A Magyarországon tartott 1933-as Dzsemborin (a Cserkész Világszövetség fesztiválján) a cserkészmozgalom akkori vezetőjének Robert Baden-Powell beszéde életre szóló benyomást keltett Bánáthyban. Baden-Powell ebben a beszédében az ideál örök keresésének és követésének szükségességét hangsúlyozta ki, mely üzenet a presbiteriánus lelkész atyja kálvinista otthonában felnövekedett ifjú lelkét egy pontosan meghatározott irányba fordította. A későbbi nemzeti és nemzetközi ifjúsági vezetők konferenciáin a kor vezető íróival, költőivel és társadalmi aktivistáival került kapcsolatba. E kapcsolatok élethosszig tartó nyilvános szolgálatra késztették őt, melyet főleg a cserkészszövetség keretében fejtett ki.

## White Stag Program
A vezetéselmélet területén elért eredményeit az 1963-ban, a Monterey Bay, Kalifornia kerületében kidolgozott 11 vezetői fogás című vezetőképzési javaslata foglalja össze, mely később White Stag Program (’Csodaszarvas’) néven vált világszerte ismertté. A White Stag program alapelveit, tapasztalatait és módszereit először az USA-ban építették be a vezetésképzésbe, majd később, a Nemzetközi Vezetőképző Bizottság jelentése és javaslata alapján – amelyet Bánáthy adott elő a 22. Világkonferencián (Helsinki 1969) – elfogadták mint a vezetőképzés új irányelveit. Az új irányelvek a Bánáthy által javasolt egység és rugalmasság kettős elvére épültek.
A cserkészmozgalomban eltöltött hosszú tapasztalata alapján Bánáthy a vezetést nem egy ködös, veleszületett képességnek, hanem megtanulható jártasságok sorának tekintette. Pontosan kimutatta, hogy a tanulási folyamatot nem szabad esetlegesnek vagy alkalomszerűnek tekinteni, hanem azt megtervezni és programozni kell. Ennek megfelelően a 11 vezetői fogás alapgondolata a vezetőképzés élvezetessé és gyakorlatiassá való tevése volt. Ezt az alapgondolatot a kiképző és a jelölt közötti folyamatos dinamikus viszony irányítása valósítja meg. Ez elősegíti, hogy a jelölt az újonnan megszerzett tudását aktív cselekvéssel rögzítse, mely a kiképzőnek pozitív visszacsatoláson keresztül erősítésül szolgál. Ez az erősítési folyamat azután mind a kiképző, mind pedig a jelölt számára sikerélményt jelent. Bánáthy volt az, aki e rendszerelméleti megközelítést először alkalmazta a képzés felépítése során. A tervezést egy szükségelemzéssel kezdte, azaz meghatározta, hogy a képzés végén a tanulónak milyen képességekre lesz szüksége, majd meghatározta a cél elérésének mérési módját, és a szükséges ismeretanyagot. Ezt követte kiképzők feladatainak és az alkalmazandó módszerek kidolgozása.

## Életszemléletéről saját szavaival
„Életszemléletem, alapgondolataim és értékrendszerem a következő öt környezetben alakultak ki: A család, az iskolák gazdag tanulási környezete, az egyház, cserkészség, és az egyre táguló nyilvános szolgálat. Ez öt környezet vált az én ’közvetítő intézetemmé’. Ezekben a környezetekben csiszoltam azokat a lencséket, melyeken keresztül a világot szemlélem és saját szerepemet értelmezem benne. E környezetekből származó értékek, hitek és ismeretek segítettek az ’én-ség’ és a ’mi-ség’, valamint az önállóság és a felelősség közötti egyensúly folyamatos keresésében és kialakításában. Ez az egyensúly segített megértenem hogy élettapasztalataim lehetőséget biztosítanak arra, hogy a növekedési úton megállhassak, hogy magamat folyamatosan megújíthassam és hogy a közjó szolgálatáért felelősséget vállalhassak…”

## Életrajza pontokban
1919. december 1-jén született Gyulán. 1937–40 kadett a Magyar Királyi Ludovika Akadémián. 1940-ben hadnagy lesz a Magyar Királyi Honvédségben. 1942-es sebesüléséből kigyógyulva, 1943-ban a Magyar Királyi Ludovika Akadémia oktatási karának tagja.
1945–50 a második világháború után az ausztriai magyar menekülttáborban ifjúsági vezető, vasárnapi iskolában tanít. 1948-ban az Egyházak Világszövetsége pásztorrá szenteli. A Collegium Hungaricum elnöke Sell am See, Ausztriában.
1951-ben a McCormick Theological Seminary of Chicago emigráltatja Amerikába, ahol éjszakai fűtőként dolgozott és angolt tanult. Néha a környékbeli magyar egyházaknál tanított. Az amerikai Hadsereg Nyelvészeti Iskolájának Magyar Tagozata meghívására Monterey Bay, Kaliforniába költözik. A Külföldi Magyar Cserkészszövetség (KMCsSz) helyi elnöke és a helyi Vöröskereszt igazgatói tanácsának tagja, míg egy étteremben, majd egy bankban dolgozott.
1956-ban a Hadsereg Nyelvészeti Iskolájának osztályvezetőjeként nyelvészetbe és az alkalmazott nyelvészet tanulmányozásába merült. A helyi egyházi tanács tagja, a helyi cserkész szervezet vezetőképzési osztályának vezetője. 1959-ben a Hadsereg Nyelvészeti Iskolája Főosztályának vezetője. 1963-ban elvégezte a San José Állami Egyetem posztgraduális iskoláját. 1966-ban megkapta doktorátusát a Kaliforniai Egyetemen Berkeley-ben az oktatásképzés, rendszerelmélet és nyelvészet területén. Dolgozott a cserkész vezetőképzési programon, melyet az Amerikai Cserkészszövetség (Boy Scouts of America) elfogadott.
1968-ban kiadta első könyvét „Tanítási rendszerek” címen. Az Általános Rendszerkutatási Társaság nyugati részlegének vezetője lesz még ebben az évben. 1969-ben a Távol-Nyugati Kutatás-Fejlesztési Intézet rendszer-szakértője lett Berkeley-ben, majd San Franciscóban, ahol Program Igazgatóként, Divizionális Igazgatóként, majd az Intézet Aligazgatójaként vezetett több mint 50 kutatás-fejlesztői munkát. 1970-es években folyamatosan tanított a San José Állami Egyetemen, és látogató tanár volt a UC-Berkeley-ben, eleget tett meghívásoknak hogy a cserkész vezetőképzési programját bemutassa Mexikóban és Costa Ricában. A Távol-Nyugati Intézet keretében megalapította az ISI néven ismertté vált Nemzetközi Rendszerintézetet és felállította az ausztriai Fuschl Kutatási Beszélgetések társaságot, mely keretében az emberiség általános jólétének javítását vizsgálta a rendszer-tudomány nemzetközi képviselőivel
1982-ben az Általános Rendszerkutatási Társaság aligazgatója, majd 1985-ben az igazgatója lett, és a Rendszerkutatás Nemzetközi Szövetsége Végrehajtó Tanácsában szolgált. 1982-ben a Saybrook Graduate School felkérte egy PhD program kidolgozására a rendszer-tervezési tudományok területén. 1989-ben nyugdíjba vonult a Távol-Nyugati Intézetből és visszaköltözött Monterey Bay-be, de élete végéig aktívan részt vett a Saybrook Graduate School munkájában, valamint a Beszélgetésekben. Nyugdíjas napjaiban figyelme a társadalmi fejlődés rendszerdinamikus megközelítésére, azon belül pedig a társadalmi öntudat fejlesztésére irányul. A három görög szó, a „demokrácia” (néphatalom), „szizitízisz” (együttműködés) és „demosófia” (népi bölcsesség) által képviselt fogalmak integrációja megérteti velünk, hogy az embernek hatalma van az életét meghatározó döntések meghozatalára, hogy ezek a döntések az egyéni és kollektív bölcsesség növelésén keresztül, fegyelmezett és koncentrált beszélgetésekben végzett együttkutatás eredményei. Korunkban, mikor a változás és átalakulás sebessége, intenzitása és összetettsége egyaránt állandóan, mintegy exponenciálisan növekszik, a változás alakítása – ahelyett hogy egyszerű szemlélői, vagy éppen áldozatai lennénk – csakis a mi készségünkön és képességünkön múlik, hogy rendszereinket, közösségeinket és társadalmainkat egy céltudatos irányba vezessük. 2003. szeptember 4-én Kaliforniában hunyt el.

## Művei
- Tanítási rendszerek (1968) Fearon Publishers
- Idegen nyelv tananyag tervezése (1972) D.C. Heath
- A rendszerszemlélet kialakítása: Rendszermodellezési megközelítés (1973) Lear Siegler/Fearon Publishers
- Az oktatás rendszertervezete (1991) Educational Technology Publishers
- Az oktatás rendszerszemlélete (1992) Educational Technology Publishers
- Társadalmi rendszerek tervezése a változó világban (1996) Plenum Publishers
- A társadalom vezetett fejlődése: Egy rendszerszemlélet (2000) Kluwer Academic / Plenum Publishers